# Rauhia multiflora
Rauhia multiflora är en amaryllisväxtart som först beskrevs av Carl Sigismund Kunth, och fick sitt nu gällande namn av Pierfelice Ravenna. Rauhia multiflora ingår i släktet Rauhia och familjen amaryllisväxter. Inga underarter finns listade i Catalogue of Life.